# Cicurina yinhe
Espèce
Cicurina yinhe est une espèce d'araignées aranéomorphes de la famille des Cicurinidae.

## Répartition
Cette espèce est endémique de Chongqing en Chine,. Elle se rencontre dans le district de Beibei dans la grotte Yinhe.

## Description
Le mâle holotype mesure 4,92 mm et la femelle paratype 4,40 mm, les mâles mesurent de 4,13 à 4,92 mm et les femelles de 3,94 à 4,40 mm.

## Systématique et taxinomie
Cette espèce a été décrite par Chen, Wang, Zhang et Zhang en 2025.

## Étymologie
Son nom d'espèce lui a été donné en référence au lieu de sa découverte, la grotte Yinhe.

## Publication originale
- Chen, Wang, Zhang & Zhang, 2025 : « Three new species of the genus Cicurina Menge, 1871 from Chongqing, China (Araneae, Cicurinidae). » ZooKeys, vol. 1248, p. 309-319 (texte intégral).